# Касо, Кино
Кино Касо (исп. Quino Caso), настоящее имя Хоакин Кастро Канисалес (исп. Joaquín Castro Canizales; 7 ноября 1902, Кесальтепеке, Сальвадор — 4 марта 1993, Сан-Сальвадор, Сальвадор) — сальвадорский поэт и журналист.

## Биография
Хоакин Кастро-Канисалес родился в городке Кесальтепеке 7 ноября 1902 года. В 1915 — 1918 годах дебютировал на литературном и журналистком поприще, опубликовав свои сочинения в малотиражном издании у Франсиско Флореса-Гонсалеса.. В 1918 — 1921 годах работал в средствах массовой информации в Сан-Висенте и Сакатеколука. Позднее стал корреспондентом журналов в городе Сонсонате. В 1928 году начал сотрудничать с изданием «Отчизна»(исп. Patria), где редактором был Альберто Масферрер. В т ом же году стал первым иностранцем, выигравшим Цветочные Игры Кесальтенанго.
В 1935 году, из-за политической позиции, был вынужден эмигрировать в Гондурас. В следующем году переехал в Никарагуа, где работал журналистом. В 1939 году поселился в Коста-Рике, где продолжил заниматься журналистской деятельностью. В этой стране он написал Коста-риканский эпос.
В 1944 году вернулся в Сальвадор и основал еженедельник, который позднее был закрыт официальными властями. В 1954 году по приглашению президента Оскара Осорио, присоединился к руководству Министерства информации.
У Хоакина Кастро-Канисалеса было несколько псевдонимов, в том числе: Артемио де Леопиче, Мартин Галес, Т.А. Пласто, Биг Бен, но самым известным псевдонимом был Кино Касро. В 1981 году он был удостоен Национальной премии культуры. В 1983 году стал членом Сальвадорской академии языка.